# Toeareg

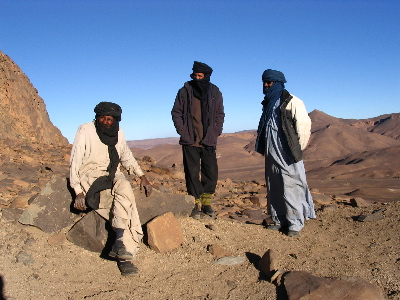
Toeareg in Algerije

De Toeareg zijn een Afrikaanse bevolkingsgroep. Deze Berberstam noemt zichzelf Kel Tamasheq, Kel Tamajaq ("sprekers van het Tamasheq"), Imouhar, Imuhagh of Imashaghen ("nobel en vrij").

## Algemeen
De Toeareg zijn een Berbervolk van nomadische veetelers in de Sahara en Sahel.
De naam Toeareg komt waarschijnlijk van 'Targa', de naam die zij zelf geven aan de regio Fezzan in Libië. Veel Toearegstammen traceren hun oorsprong naar deze streek, of streken in Noord-Algerije en Zuid-Marokko, met name de Tafilalt. Uit hun taal, het Tamasheq, valt op te maken dat de Toeareg in ieder geval contact hebben gehad met Romeinse en Fenicische bewoners van Noord-Afrika, voor zij in zuidelijke streken belandden. De Toeareg kennen een eigen schrift – het Tifinagh – dat direct van het Fenicisch alfabet is afgeleid. In Mali (tamasheq-alphabet sinds 1967, gewijzigd in 1982) en Niger (tamajaq-alphabet sinds 1999) hebben de Toeareg een op het Latijnse schrift gebaseerd alfabet.
Een andere naam die de Toeareg voor zichzelf gebruiken is Kel Tagelmoust dat 'gesluierden' betekent. De Toeareg zijn vooral bekend geworden vanwege het feit dat bij dit islamitische volk de mannen hun gezicht sluieren, en de vrouwen niet. De traditionele tagelmust of eghewid is een combinatie van een gezichtssluier en een tulband. In het Arabisch worden de Toeareg daarom ook wel Mulathimin genoemd, dat eveneens 'gesluierden' betekent. De tagelmust is gemaakt van alasho, een stof geweven in de Nigeriaanse stad Kano, en geverfd met natuurlijke indigo, die blauw afgeeft op het gezicht. Vandaar de bijnaam 'blauwe mannen' die voor de Toeareg wordt gebruikt. De sluier biedt bescherming tegen zonnebrand en opwaaiend woestijnzand.

## Woongebied

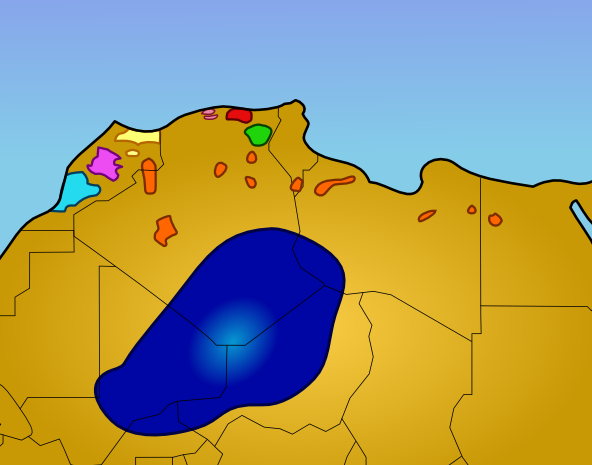
Verspreiding van de Berbers in Noordwest Afrika
Shleuhs
Imazighen (Midden-Atlas)
Riffijnen
Chenwa
Kabylen
Chawi
Toeareg
Sahara-Berbers (Sanhaja, Mozabieten, Siwi)

Het huidige woongebied van de Toeareg beslaat het Tassili n'Ajjergebergte op de grens tussen Algerije en Libië, het Ahaggargebergte in Zuid-Algerije, de Adaghbergen in Noord-Mali, het Aïrgebergte in Niger, en de Saharaanse Azawad- en Udalansteppen in Mali, Niger en Burkina Faso. In de tweede helft van de 20e eeuw zijn door de toenemende verdroging van hun woongebied en het verlies van hun vee veel Toeareg als arbeidsmigranten naar de steden van de Maghreb en West-Afrika getrokken.

## Economie
De Toeareg beheersten eeuwenlang de karavaanhandel in de centrale Sahara, tussen het huidige Nigeria en de Libische kust en daarmee een groot deel van de transsaharahandel. De meest verhandelde goederen waren zout, goud, zilver, dadels, textiel, slaven en wapens. De karavaanhandel tussen Marokko en Timboektoe, was (en is nog steeds) in handen van Moorse stammen als de Ahl Araouan, Tikna en Tajakant. Moren en Toeareg zijn in cultuur nauw aan elkaar verwant, leven in hetzelfde gebied, en trouwen onderling, maar zijn niettemin verschillende groepen. Tegenwoordig zijn de Toeareg nog steeds actief in de Saharaanse handel, vooral in de smokkel van sigaretten en het transport van Afrikanen op weg naar de Middellandse Zeekust. Nu beperkt hun rol zich tot die van vervoerders in contractdienst, en zijn zij niet langer meer zelfstandigen die hun handel zelf financieren.

## Politiek

### Oorlog met Frankrijk
Vanaf het begin van de 19e eeuw vormden de Toeareg de belangrijkste politieke macht in de Sahara en delen van de Sahel. Naburige volken, zoals de Songhai, en de belangrijkste handelssteden in de Sahara, zoals Timboektoe, Agadez, Ghat en Murzuk, stonden onder hun gezag.
Het woongebied van de Toeareg werd rond het begin van de 20e eeuw veroverd door de Fransen. De verovering van hun gebied was pas in 1905 compleet, met de overgave van de stammen in de Adaghbergen (nu in Mali) aan het Franse gezag in het Algerijnse stadje In Salah. Het zuidelijke Toeareggebied ging op in Frans-West-Afrika, het noordelijke deel in Frans-Algerije, terwijl het uiterste noordoosten onder Italiaans-Libië kwam te vallen.
Tijdens de Eerste Wereldoorlog kwamen een aantal Toearegstammen in opstand tegen het Franse gezag, in de hoop op hulp van het Ottomaanse Rijk dat tegen Frankrijk vocht. Die hulp bleef beperkt tot de levering van kleine hoeveelheden wapens. De laatste opstandelingen werden in 1922 door Franse troepen verslagen.

### Koloniale tijd
Tot de jaren vijftig bleef het gebied rustig. De economische welvaart van het gebied nam toe voor wat betreft de veeteelt, maar had te lijden onder het afnemende belang van de karavaanhandel. De ontdekking van delfstoffen in de Sahara (aardolie, aardgas, ijzererts, fosfor, uraniumerts) in de jaren vijftig viel samen met de geleidelijke Franse dekolonisering van Afrika. De Fransen probeerden de Sahara echter Frans te houden in een nieuw te vormen Saharaanse kolonie: de Organisation Commune des Régions Sahariennes (OCRS). Dit project, waar leiders van de nomadische Toeareg en de sedentaire zwarte bevolking bij betrokken waren, mislukte.
Na de onafhankelijkheid van de Franse koloniën werd het woongebied van de Toeareg opgedeeld tussen vijf verschillende staten: Algerije (1962), Libië (1951), Mali (1959/60), Niger (1960) en Burkina Faso (Opper-Volta, 1960). Onder de Toeareg zelf heerste de mening dat zij hun zelfstandigheid terug wensten zonder deel uit te maken van de nieuwe onafhankelijke staten.

### Postkoloniale Toearegopstanden
In 1963 kwamen de stammen van de Adaghbergen in Noord-Mali voor het eerst in opstand tegen de Malinese overheid. De opstand werd in 1964 neergeslagen. Een tweede opstand volgde tussen 1990 en 1998, en een derde in 2006. In alle drie de opstanden speelde een beperkt aantal mannen uit de regio Kidal in Mali een hoofdrol. In Niger kwamen de Toeareg tussen 1992 en 1998 tegen de overheid in opstand. De belangrijkste eisen in alle opstanden waren politieke autonomie, meer geld en aandacht voor sociale en economische ontwikkeling in Toeareggebied, en betere vertegenwoordiging in het staatsapparaat.
Begin 2012 riepen Toeareg in een olierijk gebied in Noord-Mali een eigen staat uit en begonnen met steun van Arabische en Songhaistrijders een opstand. Veel Toeareg dienden daarvoor in het leger van Libië en werden in de opstand in Libië in 2011 zwaar bewapend door Moammar al-Qadhafi maar verdreven door de Nationale Overgangsraad. Mede door hun superieure Libische uitrusting slaagden de Toeareg er in februari en maart in om steeds meer steden in Noord-Mali te veroveren op het regeringsleger, dat zich te slecht bewapend voelde door president Amadou Toumani Touré. Tegen hem pleegde een groep regeringssoldaten op 22 maart 2012 een staatsgreep omdat hij de veiligheid van de bevolking tegen de Toearegrebellen niet meer zou kunnen garanderen. De opstandelingen maakten van deze gelegenheid gebruik om verder op te rukken: Op 31 maart werd Gao veroverd en een dag later Timboektoe, de laatste stad in het door de opstandelingen geclaimde gebied dat nog niet in hun handen was. Vervolgens riep de door Toeareg gedomineerde MPLA de onafhankelijke staat Azawad uit.

## Voetnoten
1. ↑  Het woord Toeareg is een meervoudsvorm. Het mannelijk enkelvoud is Targi, het vrouwelijk enkelvoud Targia. In het Nederlands wordt Toeareg vaak als enkelvoud beschouwd met als meervoud Toearegs en is er geen onderscheid tussen mannelijk en vrouwelijk, zie de woordenlijst van de Nederlandse Taalunie
2. ↑  (en) Omniglot
3. ↑  Toearegopstand in het noorden van Mali stort land in diepe crisis, dewereldmorgen.be, 16 februari 2012